# Extern effekt

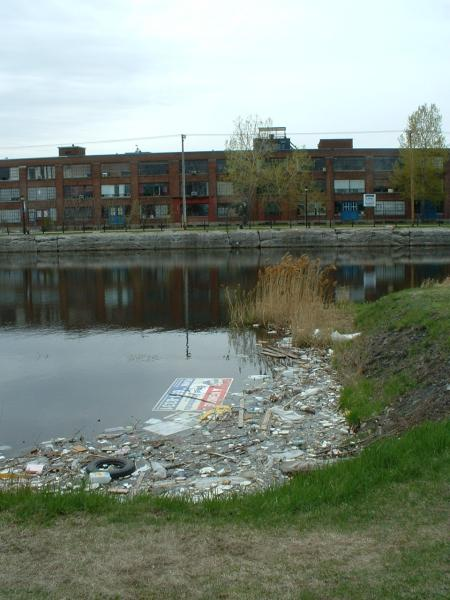
Miljöförstöring utgör en teknologisk externalitet. Det kan avhjälpas med skatter, bättre definiering av äganderätter eller regleringar.

En extern effekt (eller externalitet) föreligger om en ekonomisk transaktion påverkar nyttan för tredje part. Externaliteter kan vara både positiva och negativa.
Ett exempel på en negativ extern effekt är luftföroreningar; en fabriksägare kan sakna incitament att begränsa luftförorenande utsläpp eftersom skadorna huvudsakligen drabbar någon annan. En positiv externalitet kan uppstå i samband med teknologisk utveckling, om alla kan dra nytta av landvinningen.
En externalitet leder till ett marknadsmisslyckande, vilket innebär att en fri marknad inte uppnår en samhällsekonomiskt optimal resursanvändning. Genom att införa skatter, avgifter, regleringar eller subventioner som motsvarar värdet av de externa effekterna kan marknadsaktörer fås att ta hänsyn till dem. De externa effekterna sägs då bli internaliserade. I praktiken kan det vara förenat med stora svårigheter att identifiera och kvantifiera de externa effekterna. 